# Hieromneme
Hieromneme (altgriechisch Ἱερομνήμη Hieromnḗmē) ist eine Figur der griechischen Mythologie von Troja.
Sie ist die Tochter des Flussgottes Simoïs. Sie ist die Gattin des Assarakos und die Mutter des Kapys, infolgedessen die Urgroßmutter des Aeneas.